# John Creasey
John Creasey, född 17 september 1908 i Southfields i Wandsworth i London, död 9 juni 1973 i Salisbury i Wiltshire, var en brittisk författare av detektivromaner och thrillers, som publicerades under olika pseudonymer.

## Biografi
Creasey föddes i en arbetarfamilj och fick sin utbildning vid Sloane School i London. Från 1923 till 1935 hade han olika arbeten som kontorist, fabriksarbetare och försäljare samtidigt som han försökte etablera sig som författare. Hans första bok publicerades 1930 och hans första kriminalroman kom 1932.
År 1935 blev han författare på heltid och enbart under 1937 publicerade han 29 böcker. Han var sedan genom åren en utomordentligt produktiv författare som sammanlagt skrev mer än 560 böcker. Dessa publicerades ofta under olika pseudonymer som t.ex. Gordon Ashe, Norman Deane och Jeremy York. De populäraste detektivromanerna, som har kommissarie Gideon vid Scotland Yard som huvudperson, gav han ut under pseudonymen J.J. Marric. Böckerna om Baronen skrevs under pseudonymen Anthony Morton, och några av dem utgavs i svensk översättning av Lindfors Bokförlag i en egen serie, .

### Crime Writers' Association (CWA)
År 1953 grundade Creasey Crime Writers' Association (CWA) i Storbritannien. CWA ger till hans minne ut priset New Blood Dagger som riktas till opublicerade författares debutbok. Priset som är på 1 000 pund sponsras av BBC Ljudböcker. Utmärkelsen var tidigare känd som John Creasey Memorial Dagger.

### Politisk karriär
Förutom att vara författare var Creasey en engagerad medlem i det liberala partiet, men blev senare självständig. Vid 1945 års parlamentsval var han ordförande i den lokala liberala föreningen i Bournemouth där hans publicetet och skrivförmåga hjälpte liberalerna till en andraplats i valet. Han kandiderade till en parlamentsplats, som han dock inte vann.
Under 1950-talet blev han missnöjd med partiets politik avseende Suezkrisen och lämnade sitt medlemskap i partiet. I januari 1966 grundade han All Pary Alliance, en påtryckningsgrupp som syftade till att samla ”de bästa” människorna från alla partier. Inte heller denna väg gav honom någon plats i parlamentet.

### Som Anthony Morton omBaronen
- Meet the Baron (1937) (Baronen 1938, Geber, övers Maragareta Nylander) (i USA som The Man in the Blue Mask)
- The Baron Returns (1937) (Baronen kommer tillbaka 1939, Geber, övers Margareta Nylander) (i USA som The Return of Blue Mask)
- The Baron Again (1938) (Baronen i farten 1940, Geber, övers Margareta Nylander) (i USA som Salute Blue Mask)
- The Baron at Bay (1938 (i USA som Blue Mask at Bay)
- Alias the Baron (1939) (Den falske baronen 1941, Geber, övers Nils Jacobsson) (i USA som Alias Blue Mask)
- The Baron at Large (1939) (Baronen i sitt esse 1942, Geber, övers Herbert Bohlinder) (i USA som Challenge Blue Mask)
- Versus the Baron (1940) (i USA som Blue Mask Strikes Again)
- Call for the Baron (1940) (i USA som Blue Mask Victorious)
- The Baron Comes Back (1943)
- A Case for the Baron (1945)
- Reward for the Baron (1945)
- Career for the Baron (1946) (Ett jobb för baronen 1952, Spegeln, övers Ingegerd Lindström, Baronen gör karriär 1973, övers Erik Åkerman, Lindfors, Baronen 1)
- The Baron and the Beggar (1947)
- A Rope for the Baron (1948)
- Blame the Baron (1948)
- Books for the Baron (1949)
- Cry for the Baron (1950)
- Trap the Baron (1950)
- Attack the Baron (1951)
- Shadow the Baron (1951)
- Warn the Baron (1952)
- The Baron Goes East (1953)
- The Baron in France (1953)
- Danger for the Baron (1953)
- The Baron Goes Fast (1954)
- Nest-Egg for the Baron (1954) (Det gyllene fågelboet 1973, Lindfors, övers Erik Åkerman, Baronen 2) (i USA som Deaf, Dumb and Blonde)
- Help from the Baron (1955)
- Hide the Baron (1956)
- Frame the Baron (1957) (i USA som The Double Frame)
- Red Eye for the Baron (1958) (i USA som Blood Red)
- Black for the Baron (1959) (i USA som If Anything Happens to Hester)
- Salute for the Baron (1960)
- A Branch for the Baron (1961) (i USA som The Baron Branches Out)
- Salute for the Baron (1960)
- A Branch for the Baron (1961) (i USA som The Baron Branches Out)
- Bad for the Baron (1962) (Farligt arv 1973, Lindfors, övers Birgitta Gustavsson, Baronen 5) (i USA som The Baron and the Stolen Legacy)
- A Sword for the Baron (1963) (i USA som The Baron and the Mogul Swords)
- The Baron on Board (1964) (Farlig resa 1973, Lindfors, övers Greta Olsson, Baronen 3)
- The Baron and the Chinese Puzzle (1965) (Det kinesiska pusslet 1973, Lindfors, övers Birgitta Gustavsson, Baronen 4)
- Sport for the Baron (1966)
- Affair for the Baron (1967) (Juveler och mikrofilm 1974, Lindfors, övers Birgitta Gustavsson, Baronen 6)
- The Baron and the Missing Old Masters (1968) (Konst i lågor 1974, Lindfors, öevers Birgitta Gustavsson, Baronen 7)
- The Baron and the Unfinished Portrait (1969)
- Last Laugh for the Baron (1970)
- The Baron Goes A-Buying (1971)
- The Baron and the Arrogant Artist (1972)
- Burgle the Baron (1973)
- The Baron, King-Maker (1975)
- Love for the Baron (1979)